# Maultierhirsch

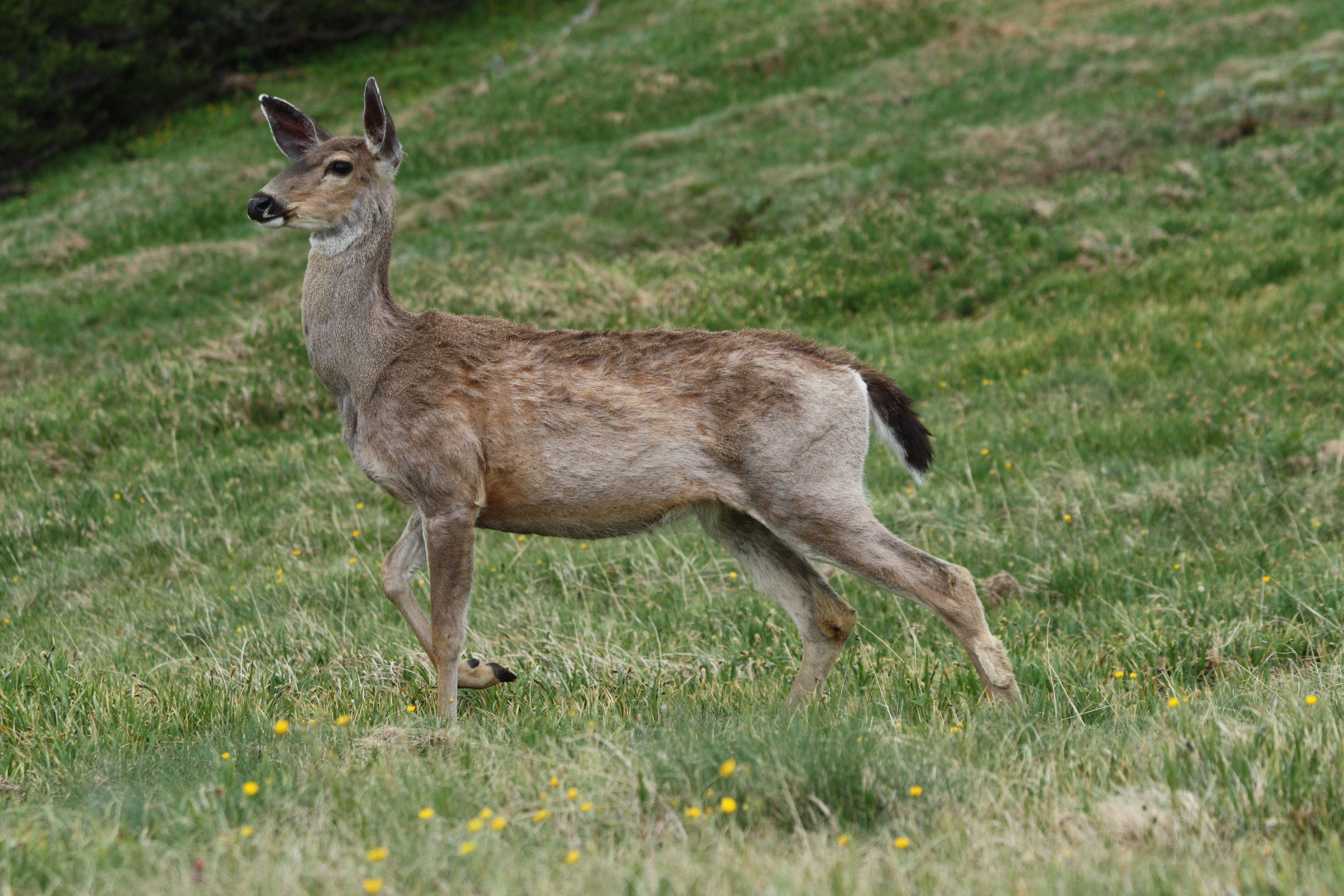
Weiblicher Schwarzwedelhirsch im Olympic-Nationalpark

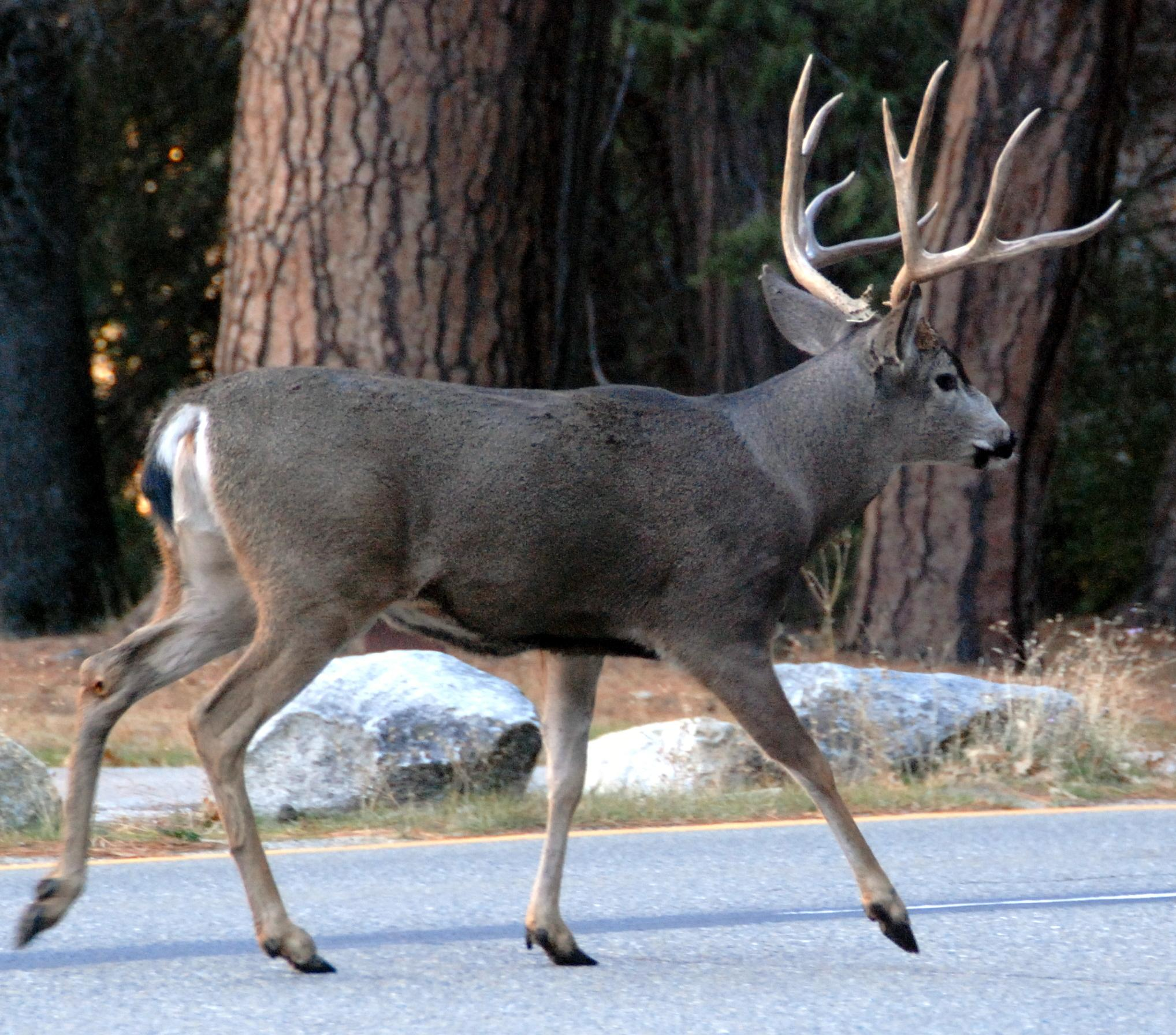
Männchen mit von der Basthaut befreitem Geweih

Der Maultierhirsch (Odocoileus hemionus) oder Großohrhirsch ist ein im Westen Nordamerikas verbreiteter Hirsch. Er ist der nächste Verwandte des Weißwedelhirsches. Es werden mehrere Unterarten unterschieden, die sich in zwei Gruppen untergliedern lassen. Jene westlich der Rocky Mountains werden meist als Schwarzwedelhirsche bezeichnet. Die Artbezeichnung Maultierhirsch bezieht sich auf die großen Ohren, die an jene von Maultieren erinnern.

## Merkmale
Die Männchen der Maultierhirsche haben eine Widerristhöhe von einem Meter und eine Kopf-Rumpf-Länge von knapp zwei Metern. Im Durchschnitt wiegen die Männchen zwischen 79 und 91 Kilogramm, sehr kapitale Hirsche erreichen gelegentlich auch ein Gewicht von bis zu 204 Kilogramm. Der schwerste, bislang gewogene Hirsch wurde 1938 in Colorado geschossen und wog 237 Kilogramm. Die Weibchen wiegen rund ein Drittel weniger als die Männchen. Die Ohren erreichen eine Länge von 28 und eine Breite von 15 Zentimetern.
Bei der Nominatform ist der Schwanz weiß bis auf eine rund 5 Zentimeter lange Spitze. Bei einigen der Unterarten ist der Schwanz dagegen gänzlich schwarz. Das Sommerhaarkleid ist rötlich braun, das Winterhaarkleid, das dichte graue Wollhaare aufweist, ist dagegen graubraun.

## Fortbewegung
Für den Maultierhirsch lassen sich mit Schritt, Trab und Galopp drei Gangarten unterscheiden. Das schrittweise Ziehen ist die übliche Fortbewegungsweise. Aufgeschreckte Maultierhirsche zeigen allerdings auch Prellsprünge. Dabei stoßen sie sich mit allen vier Läufen zugleich in die Höhe. Dieser Sprung, der auch für eine Reihe von Antilopen typisch ist und auch vom Damhirsch gezeigt wird, ist sehr kraftanstrengend. Er erlaubt Maultierhirschen aber, auch sehr schnell einen steilen Hang hinauf zu springen und einem Fressfeind zu entkommen. Beim Galopp erreichen Maultierhirsche eine Geschwindigkeit von knapp 60 km/h.

## Verbreitung

Verbreitungsgebiet mit Unterteilung in Unterarten:
Sitka-Schwarzwedelhirsch (O. h. sitkensis)
Columbia-Schwarzwedelhirsch (O. h. columbianus)
Kalifornischer Maultierhirsch (O. h. californicus)
O. h. fuliginatus
O. h. peninsulae
O. h. eremicus
Rocky-Mountain-Maultierhirsch (O. h. hemionus)

Der Maultierhirsch lebt vor allem in den Rocky Mountains, aber auch in den Nadelwäldern von British Columbia, im Westen der Prärie und in den Halbwüsten und Wüsten der südwestlichen USA und des nordwestlichen Mexiko. In den meisten Regionen seines Verbreitungsgebietes hält sich der Maultierhirsch in bergigen Regionen auf, bis Schneefall ihn zwingt, in niedrigere Höhenlagen zu ziehen. Die Herbst- und Frühjahrswanderungen dieser Hirschart können bis zu 160 Kilometer weit sein. Auf Wanderungen tun sich Maultierhirsche manchmal auch zu größeren Herden zusammen.
Maultierhirsche sind typische Kulturfolger; in den USA und in zahlreichen kanadischen Dörfern und Kleinstädten – u. a. Waterton Village, Cardston und Pincher Creek – gehören sie seit Jahrzehnten zum Stadtbild.

## Unterarten
Der Maultierhirsch lässt sich in zwei Unterartengruppen aufteilen: einmal die der Schwarzwedelhirsche, die durch den kleinen Sitka-Schwarzwedelhirsch (O. h. sitkensis) und den Columbia-Schwarzwedelhirsch (O. h. columbianus) repräsentiert sind, und zum anderen in die eigentlichen Maultierhirsche im engeren Sinne. Zu letzteren zählen der Kalifornische Maultierhirsch (O. h. californicus), der Rocky-Mountain-Maultierhirsch (O. h. hemionus) sowie O. h. eremicus aus den Wüstengebieten des Südwestens. Schwarzwedelhirsche sind deutlich kleiner als typische Mautierhirsche. Der Kalifornische Maultierhirsch bildet in gewisser Weise eine Übergangsform zwischen dem Schwarzwedelhirsch und dem Rocky-Mountain-Maultierhirsch. Südlich des Kalifornischen Maultierhirsches leben mit O. h. fulginatus und O. h. peninsulae zwei weitere Unterarten. Letztere kommt nur im Süden der Halbinsel Niederkalifornien vor. Eine kleine Form, O. h. cerrosensis, lebt zudem auf der Insel Cedros vor der Mexikanischen Küste. Bisweilen werden die Maultierhirsche an den Osthängen der Sierra Nevada als eigene Unterart abgetrennt. Allerdings ähneln sie stark den Kalifornischen Maultierhirschen an den Westhängen des Gebirges, und somit ist ihr Status zweifelhaft.

## Lebensweise

Herde wandernder Maultierhirsche

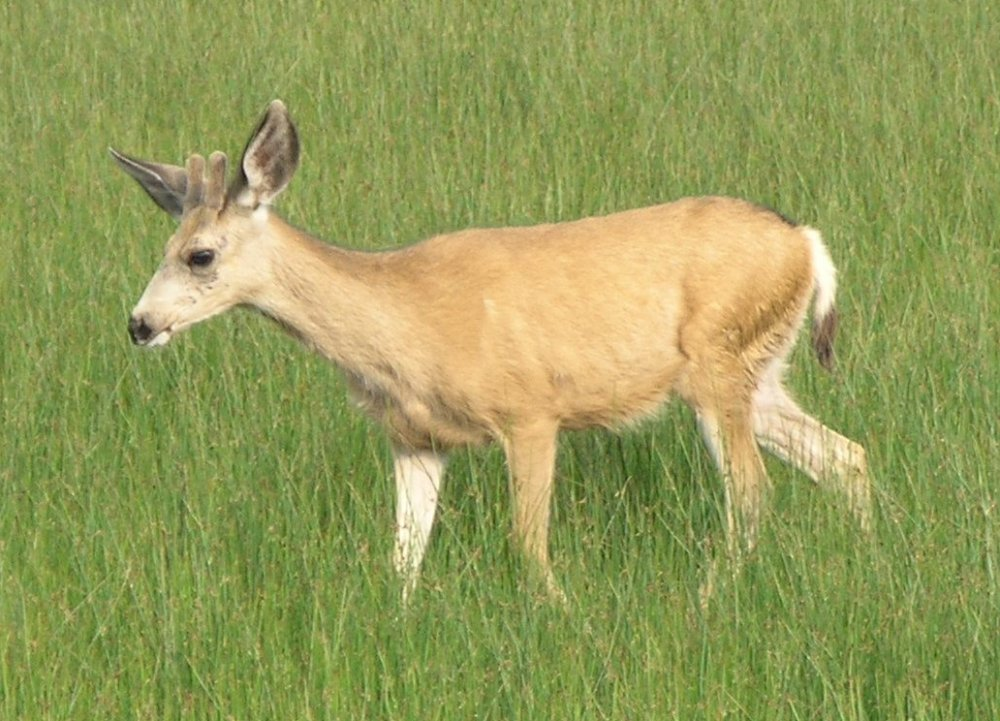
Jungtier im Bryce-Canyon-Nationalpark

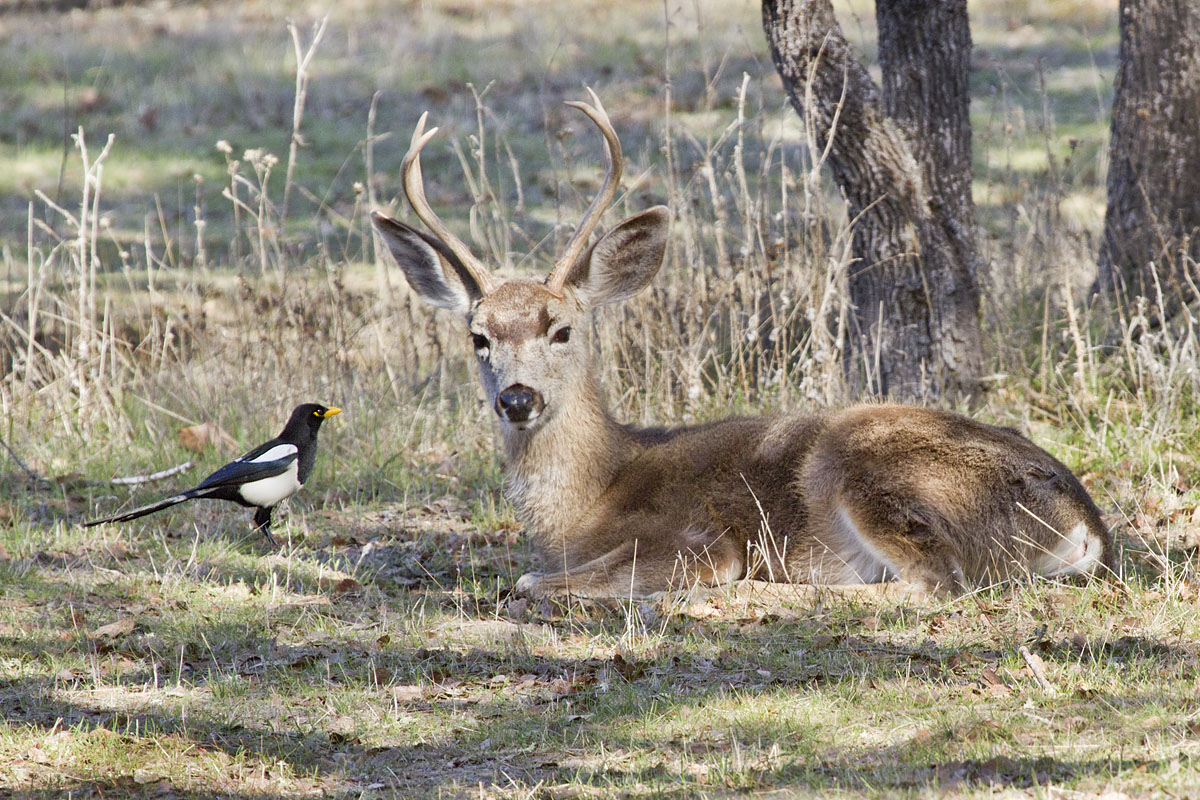
Maultierhirsch mit Gelbschnabelelster (Pica nuttalli). In Kalifornien sind die Vögel häufig dabei zu beobachten, wie sie Zecken und andere Parasiten aus dem Fell der Hirsche fressen.

Maultierhirsche fressen überwiegend Gräser, Kräuter, Beeren, Früchte, Zweige und die Triebe von Büschen und Bäumen. Sie äsen überwiegend früh am Morgen und am späten Nachmittag. Insbesondere in den heißeren Regionen ihres Verbreitungsgebietes meiden sie Aktivitäten während der heißesten Tageszeit.
Männchen und Weibchen leben in voneinander getrennten Verbänden, ältere Männchen gelegentlich auch als Einzelgänger. Grundeinheit der von Weibchen gebildeten Rudel sind Mutterfamilien. Generell lebt der Maultierhirsch in größeren Rudeln als der Weißwedelhirsch. Der Zusammenhalt dieser Gruppen ist lose, und nur zur Paarungszeit entwickelt sich eine strenge Hierarchie. Die Brunftzeit beginnt Ende Oktober, der Höhepunkt der Brunft fällt in den Winter. In der Brunftzeit versuchen die Männchen, die Führung einer Gruppe weiblicher Hirsche zu gewinnen. Dabei werden eventuell bereits anwesende jüngere und schwächere Männchen vertrieben. Die Größe des Geweihs bestimmt oftmals den Erfolg.
Die Tragezeit beträgt 210 Tage, meist werden Zwillinge geborgen. Die Kälber der Maultierhirsche haben ein geflecktes Fell. Während der ersten zwei bis drei Wochen ihres Lebens folgen sie dem Muttertier nicht, sondern liegen wartend in der Deckung, bis das Muttertier zurückkehrt, um sie zu säugen. Die Fleckzeichnung ihres Jugendkleides verlieren sie im Alter von etwa vier Monaten. Die enge Bindung an das Muttertier währt etwa ein Jahr. Gewöhnlich vertreibt das Weibchen den ihr folgenden Nachwuchs zu einem Zeitpunkt, der kurz vor der Geburt des diesjährigen Nachwuchses liegt.
In den Regionen, in denen sich das Verbreitungsgebiet des Maultierhirsches mit dem des Weißwedelhirsches überlappt, kommt es gelegentlich zu Kreuzungen dieser beiden Arten. Meistens ist dabei das Muttertier eine Maultierhirschkuh. Die Männchen der Weißwedelhirsche setzen sich gegenüber den Männchen der Maultierhirsche beim Werben um ein brunftiges Weibchen durch, weil sie schneller sind als Maultierhirsche und in der Verfolgung des brünftigen Weibchens auch deutlich hartnäckiger. Die Nachkommen sind zwar fruchtbar, sie haben jedoch eine höhere Mortalitätsrate als die Nachkommen von Maultier- oder Weißwedelhirschen. Weder zeigen sie so ausgeprägte Prellsprünge wie reine Maultierhirsche noch erreichen sie die Fluchtgeschwindigkeit und Ausdauer von Weißwedelhirschen und fallen daher eher Fressfeinden zum Opfer.

## Fressfeinde und Lebenserwartung
Der bislang nachweislich älteste Maultierhirsch war eine Hirschkuh in British-Columbien, die ein Alter von 22 Jahren erreichte. Zu den Fressfeinden des Maultierhirsches zählen verwilderte Hunde, Kojoten, Wölfe, Kanadischer Luchs und Rotluchs, Puma sowie Bären. Der Puma ist vermutlich der wichtigste Fressfeind des Maultierhirsches.

## Bedrohung und Schutz
Von 10 Millionen Maultierhirschen, die ursprünglich in Nordamerika lebten, waren die Populationen bis 1900 durch übermäßige Bejagung auf 300.000 zurückgegangen. Durch wirksame Schutzmaßnahmen sind die Zahlen wieder auf 5 Millionen gestiegen, stagnieren aber seit den 1960er Jahren. Seit den späten 1960er Jahren ist das Vorkommen von Chronic Wasting Disease, einer ansteckenden Erkrankung des zentralen Nervensystems bei Hirschen, dokumentiert. Eine Bedrohung stellt auch die steigende Bestandszahl an Weißwedelhirschen dar. Dies geschieht zum einen durch die Einkreuzung durch Weißwedelhirsche. Weißwedelhirsche übertragen außerdem einen Parasiten auf Maultierhirsche, der diese Art stärker schwächt als den Weißwedelhirsch.
Von der IUCN als bedroht geführt wird die Unterart Odocoileus hemionus cerrosensis, der Cedros-Maultierhirsch. Er ist auf die kleine mexikanische Insel Cedros vor der Küste von Baja California beschränkt. Die Population wird auf 300 Tiere geschätzt.
Andererseits stellt der Verbiss junger Triebe durch den Maultierhirsch eine Bedrohung für Pflanzenarten wie die Amerikanische Zitterpappel dar.

## Einzelbelege
1. ↑  Rue, S. 84
2. ↑  Rue, S. 84
3. ↑  Rue, S. 86.
4. ↑  Rue, S. 86
5. ↑  https://www.draperutah.gov/1346/Living-With-Mule-Deer
6. ↑  Valerius Geist: Deer of the World: Their Evolution, Behaviour, and Ecology. Stackpole Books, Mechanisburg PA 1998, ISBN 0-8117-0496-3, S. 271 ff.
7. ↑  Rue, S. 86
8. ↑  Rue, S. 86
9. ↑  Rue, S. 86
10. ↑  Rue, S. 86
11. ↑  Rue, S. 87
12. ↑  Rue, S. 87
13. ↑  Paul C. Rogers; Darren J. McAvoy: Mule deer impede Pando’s recovery: Implications for aspen resilience from a single-genotype forest. In: PLoS one. 13. Jahrgang, Nr. 10, 2018, S. e0203619, doi:10.1371/journal.pone.0203619 (englisch).